# عبد العزيز إسماعيل (لاعب كرة قدم إماراتي)
عبد العزيز إسماعيل (مواليد 23 مارس 1986) لاعب كرة قدم إماراتي يجيد اللعب كمدافع مع نادي مسافي الإماراتي . 
لعب سابقاً في نادي الفجيرة ونادي اتحاد كلباء ونادي عجمان ونادي العروبة ونادي خورفكان ونادي دبا الحصن ونادي مسافي.

## روابط خارجية
- عبد العزيز إسماعيل على موقع Soccerway.com (الإنجليزية)